# روسلان قربانوف
قربانوف، روسلان (بالروسية Руслан Курбанов ، من مواليد 26 أكتوبر 1976 بقرية قوراخ بجمهورية داغستان المستقلة ذاتيا صمن اتحاد الجمهوريات الاشتراكية السوفياتية سابقا وضمن روسيا الاتحادية حاليا) - محلل سياسي روسي وشخصية عامة، ومدير مؤسسة دعم المبادرات الإنسانية «الطايير»، كبير الباحثين في معهد الدراسات الشرقية بالأكاديمية الروسية للعلوم،
متخصص في تدريب النمو الشخصي والمهني للعاملين من المنظمات العامة ووسائل الإعلام.. -

## السيرة الذاتية
من مواليد 26 أكتوبر 1976 في قرية قوراخ بجمهورية داغستان المستقلة ذاتيا بروسيا الاتحادية، من قومية الليزغين.
متزوج وله ثلاثة أطفال.
متحصل على تعليم عالي،
تخرج من جامعة داغستان الحكومية، كلية إدارة الاقتصاد في تخصص «الاقتصاد العالمي»
ثم انتقل إلى جامعة سانت بطرسبرغ الدولة أين قام بمنافشة أطروحة الدكتوراه في كلية الفلسفة بالجامعة سنة 2004.

## الأنشطة المهنية
- وفي عام 2003، شغل منصب رئيس تحرير برنامج «أخبار داغستان» في القناة الحكومية للتلفزيون المحلي.
- في الفترة 2003 - 2005، مؤلف ومقدم سلسلة من البرامج التلفزيونية التاريخية بعنوان «الرياح السبعة» في القناة الحكومية للتلفزيون المحلي بجمهورية داغستان.
- في الفترة 2008 -2009 عمل رئيس إدارة «العالم ماعدا الغرب» وهي مؤسسة سياسية فعالة، وفي نفس الوقت كان يشغل منصب رئيس تحرير برنامج تلفزيوني تابع مجلس الاتحاد (روسيا) «مجلس الشيوخ» على القناة الفدرالية الحكومية «روسيا».
- في الفترة 2011-2012 شغل منصب رئيس تحرير موقع الشبكة الإخبارية التحليلية على الإنترنت «سياسة القوقاز».
- منذ عام 2012 - يشغل منصب مدير مؤسسة دعم المبادرات الإنسانية «الطايير»

## النشاطات والخبرات العملية
- في الفترة 2002 -2005 - رئيس قسم دراسة النزاعات ومركز المعلومات الأمنية للبحوث الإستراتيجية والتكنولوجيات السياسية
- في عام 2006 - محاضر في معهد «أبو النور» التابع لمؤسسة الشيخ أحمد كفتارو (دمشق، سوريا)
- منذ عام 2007 - كبير الباحثين في معهد الدراسات الشرقية بالأكاديمية الروسية للعلوم.

## النشاطات العامة
- ابتداء من سنة 2004 - يشغل منصب رئيس الحركة الاجتماعية والثقافية للشباب «الجمهورية الفتية».
ابتداء من سنة 2003 - يشغل منصب رئيس مدرسة السياسيين الشباب في المركزالجهوي للدراسات العرقية والبحوث العلمية بجمهورية داغستان، التابع للأكاديمية الروسية للعلوم.
ابتداء من سنة 2006 - عضو في لجنة البحوث لحقوق الإنسان التابعة لجمعية العلوم السياسية الروسية.
منذ عام 2007 - عضو في مجلس رئاسة مؤتمر شعوب القوقاز.
من 2009 إلى 2012 - شغل منصب رئيس مجلس الخبراء في مجموعة العمل التابعة للغرفة العامة للاتحاد الروسي من أجل تطوير الحوار الاجتماعي والمؤسسات (المجتمع المدني في القوقاز).
في سنة 2011 تم ترشيحه لمجلس الدوما البرلمان الروسي ضمن قائمة الجمعية الاتحادية لمنظمة «الاتحاد المدني داغستان» وكان ضمن القائمة أشخاص معروفين مثل رمضان عبد اللطيفوف (رئيس جمهورية داغستان الآن) وغيره من الشخصيات المهمة.
منذ عام 2010 - رئيس لجنة التعاون مع وسائل الإعلام في مجلس الخبراء التابع لمجلس المفتين في روسيا..
منذ 2013 -نائب رئيس الاتحادية الثقافية لقومية الليزغين المستقلة.